# Прва лига Југославије у кошарци 1991/92.
Првенство Југославије у кошарци 1991/1992. је било последње првенство СФРЈ у кошарци. Титулу је освојио Партизан. Због распада СФРЈ у њему нису учествовали клубови из Словеније и Хрватске.

## Учесници првенства

### Табела
|    | Тим              | Игр. | Поб. | Изг. | П+   | П-   | П+/- | Бод |
| -- | ---------------- | ---- | ---- | ---- | ---- | ---- | ---- | --- |
| 1  | Партизан         | 22   | 20   | 2    | 2040 | 1569 | +471 | 42  |
| 2  | Црвена звезда    | 22   | 15   | 7    | 1838 | 1759 | +79  | 37  |
| 3  | Работнички       | 22   | 14   | 8    | 1814 | 1644 | +170 | 36  |
| 4  | Слобода Дита     | 22   | 13   | 9    | 1831 | 1727 | +104 | 35  |
| 5  | Босна            | 22   | 13   | 9    | 1909 | 1887 | +22  | 35  |
| 6  | Спартак          | 22   | 13   | 9    | 1703 | 1765 | −62  | 35  |
| 7  | Ужице            | 22   | 10   | 12   | 1749 | 1870 | −121 | 32  |
| 8  | Војводина        | 22   | 9    | 13   | 1789 | 1887 | −98  | 31  |
| 9  | Раднички Београд | 22   | 8    | 14   | 1940 | 2002 | −62  | 30  |
| 10 | Будућност        | 22   | 8    | 14   | 1739 | 1870 | −131 | 30  |
| 11 | Слога            | 22   | 7    | 15   | 1795 | 1869 | −74  | 29  |
| 12 | Инфос РТМ        | 22   | 2    | 20   | 1751 | 2029 | −278 | 24  |

Легенда:

### Плеј-оф
1. Партизан - Црвена звезда 104:81
2. Партизан - Црвена звезда 91:81
3. Црвена звезда - Партизан 75:92

## Разигравање за титулу (Плеј-оф)
|  | Полуфинале      | Полуфинале    |                        |   | Финале | Финале |
|  |                 |               |                        |   |        |        |
|  | 23. и 25. април |               |                        |   |        |        |
|  |                 |               |                        |   |        |        |
|  | Партизан        | 2             |                        |   |        |        |
|  | Партизан        | 2             | 28, 30. април и 2. мај |   |        |        |
|  | Слобода Дита    | 0             |                        |   |        |        |
|  | Слобода Дита    | 0             | Партизан               | 3 |        |        |
|  |                 |               | Партизан               | 3 |        |        |
|  |                 | Црвена звезда | 0                      |   |        |        |
|  | Црвена звезда   | Црвена звезда | 0                      | 2 |        |        |
|  | Црвена звезда   |               |                        | 2 |        |        |
|  | Работнички      | 1             |                        |   |        |        |
|  | Работнички      | 1             |                        |   |        |        |

## Састави тимова
| Екипа         | Играчи | Тренер                          |
| ------------- | --- | ------------------------------- |
| Партизан      | Александар Ђорђевић, Предраг Даниловић, Никола Лончар, Игор Перовић, Зоран Стевановић, Игор Михајловски, Драгиша Шарић, Жељко Ребрача, Млађан Шилобад, Славиша Копривица, Владимир Драгутиновић, Иво Накић                       | Жељко Обрадовић                 |
| Црвена звезда | Слободан Јанковић, Небојша Илић, Растко Цветковић, Зоран Јовановић, Александар Трифуновић, Саша Обрадовић, Слободан Каличанин, Трунић, Маринковић, Дејан Томашевић, Лазић, Јелић, Маројевић                                      | Душко Вујошевић                 |
| Работнички    | Петар Наумоски | Јанко Луковски                  |
| Босна         | Ненад Марковић, Гаврило Пајовић, Раичевић, Радан, Самир Мујановић, Сејо Буква, Марио Приморац, Самир Авдић, Емир Халимић, Гордан Фирић, Данило Попивода, Дејан Вукосављевић, Александар Глинтић, Александар Авлијаш, Харис Бркић | Миодраг Балетић Мирза Делибашић |
| Слобода       | Милета Лисица, Слађан Стојковић, Муминовић, Асим Пашчановић, Вујовић, Делалић, Митровић, Вукичевић, Дамир Мулаомеровић, Мршић, Јовановић                                                                                         | Борислав Џаковић                |
| Војводина     | Мирко Милићевић, Златко Болић, Ивица Мавренски | Зоран Мирковић                  |
| Раднички      | Лука Павићевић |                                 |
| Спартак       | Војкан Бенчић, Дејан Котуровић |                                 |
| Будућност     | Дејан Радоњић, Никола Булатовић |                                 |
| ИМТ           | Дејан Парежанин, Зоран Кречковић, Оливер Поповић, Горан Грбовић, Драгољуб Видачић, Александар Гилић, Љубисав Луковић | Мирослав Николић                |